# Mistrovství světa ve vodním slalomu 1971
Mistrovství světa ve vodním slalomu 1971 se uskutečnilo v italském Meranu pod záštitou Mezinárodní kanoistické federace. Jednalo se o 12. mistrovství světa ve vodním slalomu.

## Muži

### Kánoe
| Závod       | Zlato | Body   | Stříbro | Body   | Bronz | Body   |
| C1          | Reinhold Kauder (FRG)                                                                                          | 293.76 | Wulf Reinicke (GDR) | 305.49 | Petr Sodomka (TCH)                                                                                                | 313.23 |
| C1 družstvo | Východní Německo Jürgen Köhler Wulf Reinicke Jochen Förster                                                    | 410.19 | Západní Německo Wolfgang Peters Harald Cuypers Reinhold Kauder                                                              | 423.81 | Československo Zbyněk Pulec Karel Třešňák Petr Sodomka                                                            | 500.90 |
| C2          | Východní Německo Klaus Trummer Jürgen Kretschmer                                                               | 268.68 | Východní Německo Rolf-Dieter Amend Walter Hofmann                                                                           | 282.50 | Východní Německo Uwe Franz Ulrich Opelt                                                                           | 284.76 |
| C2 družstvo | Východní Německo Rolf-Dieter Amend a Walter Hofmann Klaus Trummer a Jürgen Kretschmer Uwe Franz a Ulrich Opelt | 403.78 | Západní Německo Karl-Heinz Scheffer a Heinz-Jürgen Steinschulte Manfred Heß a Wolfgang Wenzel Hans Jakob Hitz a Theo Nüsing | 493.70 | Československo Ladislav Měšťan a Zdeněk Měšťan Antonín Brabec a František Kadaňka Milan Horyna a Gabriel Janoušek | 499.06 |

### Kajak
| Závod       | Zlato                                                  | Body   | Stříbro                                                       | Body   | Bronz                                                    | Body   |
| K1          | Siegbert Horn (GDR)                                    | 241.40 | Christian Döring (GDR)                                        | 251.17 | Ulrich Peters (FRG)                                      | 252.67 |
| K1 družstvo | Rakousko Kurt Presslmayr Norbert Sattler Hans Schlecht | 302.83 | Východní Německo Jürgen Bremer Siegbert Horn Christian Döring | 329.87 | Západní Německo Jürgen Gerlach Alfred Baum Ulrich Peters | 337.05 |

## Ženy

### Kajak
| Závod       | Zlato                                                                    | Body   | Stříbro                                                             | Body   | Bronz                                                            | Body   |
| K1          | Angelika Bahmannová (GDR)                                                | 347.30 | Ludmila Polesná (TCH)                                               | 367.18 | Veronika Stampeová (GDR)                                         | 370.10 |
| K1 družstvo | Východní Německo Angelika Bahmannová Veronika Stampeová Dagmar Kristeová | 520.13 | Západní Německo Ursula Heinrichová Ulrike Deppeová Bärbel Körnerová | 603.82 | Československo Bohumila Kapplová Ludmila Polesná Irena Komancová | 736.02 |

## Mix

### Kánoe
| Závod | Zlato                                      | Body   | Stříbro                                     | Body   | Bronz                                        | Body   |
| C2    | Československo Hana Koudelová Jiří Koudela | 342.14 | Československo Jitka Legatová Milan Svoboda | 355.41 | Československo Lidmila Sirotková Jiří Krejza | 399.36 |

## Medailové pořadí zemí
| Pořadí | Země             | Zlato | Stříbro | Bronz | Celkem |
| ------ | ---------------- | ----- | ------- | ----- | ------ |
| 1      | Východní Německo | 6     | 4       | 2     | 12     |
| 2      | Západní Německo  | 1     | 3       | 2     | 6      |
| 3      | Československo   | 1     | 2       | 5     | 8      |
| 4      | Rakousko         | 1     | 0       | 0     | 1      |
| Celkem | Celkem           | 9     | 9       | 9     | 27     |